# Charles Abel

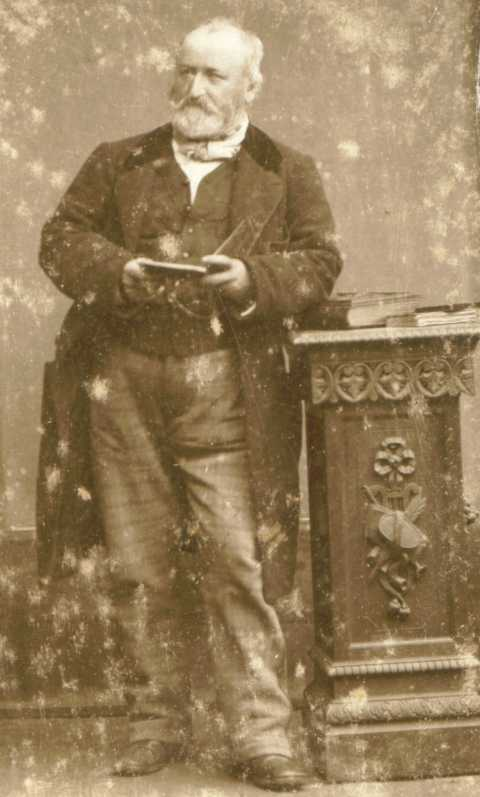
Charles Abel

Charles Nicolas Abel (* 2. Dezember 1824 in Diedenhofen; † 2. Mai 1895 in Gentringen) war ein französisch-deutscher Rechtsanwalt und Mitglied des Deutschen Reichstags.

## Leben
Abel besuchte das Lyceum in Metz und die École de droit in Paris. Er machte auch naturwissenschaftliche und geschichtliche Studien und war Rechtsanwalt am Pariser Barreau. Danach ließ er sich in Metz nieder. Seit 1870 war er Municipalrat, seit 1873 Mitglied des Bezirkstages von Lothringen (Conseil Général de la Lorraine) für den 2. Metzer Kanton, später auch des Landesausschusses. Außerdem war er Präsident der Metzer Akademie, Gründer und Präsident der Societe Histoire de la Moselle, des Institute histoire du Luxembourg, der Societe des Antiques de France und Mitarbeiter mehrerer Zeitschriften.
Von 1874 bis 1878 vertrat er den Wahlkreis Elsaß-Lothringen 13 (Diedenhofen) im Deutschen Reichstag für die Elsass-Lothringische Protestpartei.

## Ehrungen
Die Rue Charles Abel in Metz ist nach ihm benannt.